# Frontera entre Austràlia i Timor Oriental
La frontera entre Austràlia i Timor Oriental és totalment marítima i està situada al mar de Timor.
El 20 de maig de 2002, Austràlia i Timor Oriental van acordar en el tractat del mar de Timor de reprendre la línia fronterera Austràlia-Indonèsia i definir una zona de desenvolupament conjunta per a l'explotació del petroli; el límit de 200 milles correspon al segment sud, és a dir, els punts:
- Punt latitud 9º 22' 53" S, longitud 127º 48' 42" E;
- Punt latitud 10º 06' 40" S, longitud 126º 00' 25" E;
- Punt latitud 10º 28' 00" S, longitud 126º 00' 00" E;
- Punt latitud 11º 20' 08" S, longitud 126º 31' 54" E;
- Punt latitud 11º 19' 46" S, longitud 126º 47' 04" E;
- Punt latitud 11º 17' 36" S, longitud 126º 57' 07" E;
- Punt latitud 11º 17' 30" S, longitud 126º 58' 13" E;
- Punt latitud 11º 14' 24" S, longitud 127º 31' 33" E;
- Punt latitud 10º 55' 26" S, longitud 127º 47' 04" E;
- Punt latitud 10º 53' 42" S, longitud 127º 48' 45" E;
- Punt latitud 10º 43' 43" S, longitud 127º 59' 16" E;
- Punt latitud 10º 29' 17" S, longitud 128º 12' 24" E;
- Punt latitud 9º 29' 57" S, longitud 127º 58' 47" E;
- Punt latitud 9º 28' 00" S, longitud 127º 56' 00" E;